# Tuckahoe (Virginia)
Tuckahoe ist ein Ort (Census-designated place) im Henrico County des US-Bundesstaats Virginia. Tuckahoe liegt am Tuckahoe Creek und ist eine Vorstadt von Richmond. Das U.S. Census Bureau hat bei der Volkszählung 2020 eine Einwohnerzahl von 48.051 ermittelt.

## Demografie
Nach der Volkszählung von 2010 leben in Tuckahoe 41.058 Menschen. Die Bevölkerung teilt sich auf in 78,3 % Weiße, 10,3 % Afroamerikaner, 0,3 % amerikanische Ureinwohner, 4,9 % Asiaten und 3,0 % mit zwei oder mehr Ethnizitäten. Hispanics oder Latinos aller Ethnien machten 7,6 % der Bevölkerung aus. Das mittlere Haushaltseinkommen lag bei 79.503 US-Dollar und die Armutsquote lag bei 9,2 % der Bevölkerung.